# Tachrafat
Tachrafat (franska: Tachrafat (CR), Tachrafat (Commune Rurale), arabiska: أولاد كواوش) är en kommun i Marocko.   Den ligger i provinsen Khouribga och regionen Béni Mellal-Khénifra, i den nordöstra delen av landet, 140 km söder om huvudstaden Rabat. Antalet invånare är 3 417.